# Municipio de Burrell (Iowa)
El municipio de Burrell (en inglés: Burrell Township) es un municipio ubicado en el condado de Decatur en el estado estadounidense de Iowa. En el año 2010 tenía una población de 342 habitantes y una densidad poblacional de 3,69 personas por km².

## Geografía
El municipio de Burrell se encuentra ubicado en las coordenadas 40°41′42″N 93°50′28″O / 40.69500, -93.84111. Según la Oficina del Censo de los Estados Unidos, el municipio tiene una superficie total de 92.8 km², de la cual 92,52 km² corresponden a tierra firme y (0,3 %) 0,28 km² es agua.

## Demografía
Según el censo de 2010, había 342 personas residiendo en el municipio de Burrell. La densidad de población era de 3,69 hab./km². De los 342 habitantes, el municipio de Burrell estaba compuesto por el 97,37 % blancos, el 0,29 % eran afroamericanos, el 0,29 % eran amerindios, el 1,75 % eran asiáticos y el 0,29 % eran de una mezcla de razas. Del total de la población el 2,34 % eran hispanos o latinos de cualquier raza.